# 貓裏山公園
貓裏山公園，全稱苗栗市貓裏山公園，又稱貓貍山森林公園、苗栗山公園，原稱福星山公園、將軍山公園，位於苗栗縣苗栗市大同里、新英里（功維敘隧道南端），面積為80,571平方公尺，是一座天然，非人造的都會森林公園，也是苗栗市主要都會公園的核心，管理機關為苗栗市公所。公園內包含了羅福星紀念碑、丘滄海紀念碑、苗栗縣童子軍營地、三級古蹟的賴氏節孝坊、由日治時期神社改建而成的苗栗縣忠烈祠、苗栗市老人文康中心、苗栗隧道、淨覺院、停車場、籃球場、烤肉區、公用廁所等設施及景點，是一個苗栗市著名的觀光景點。

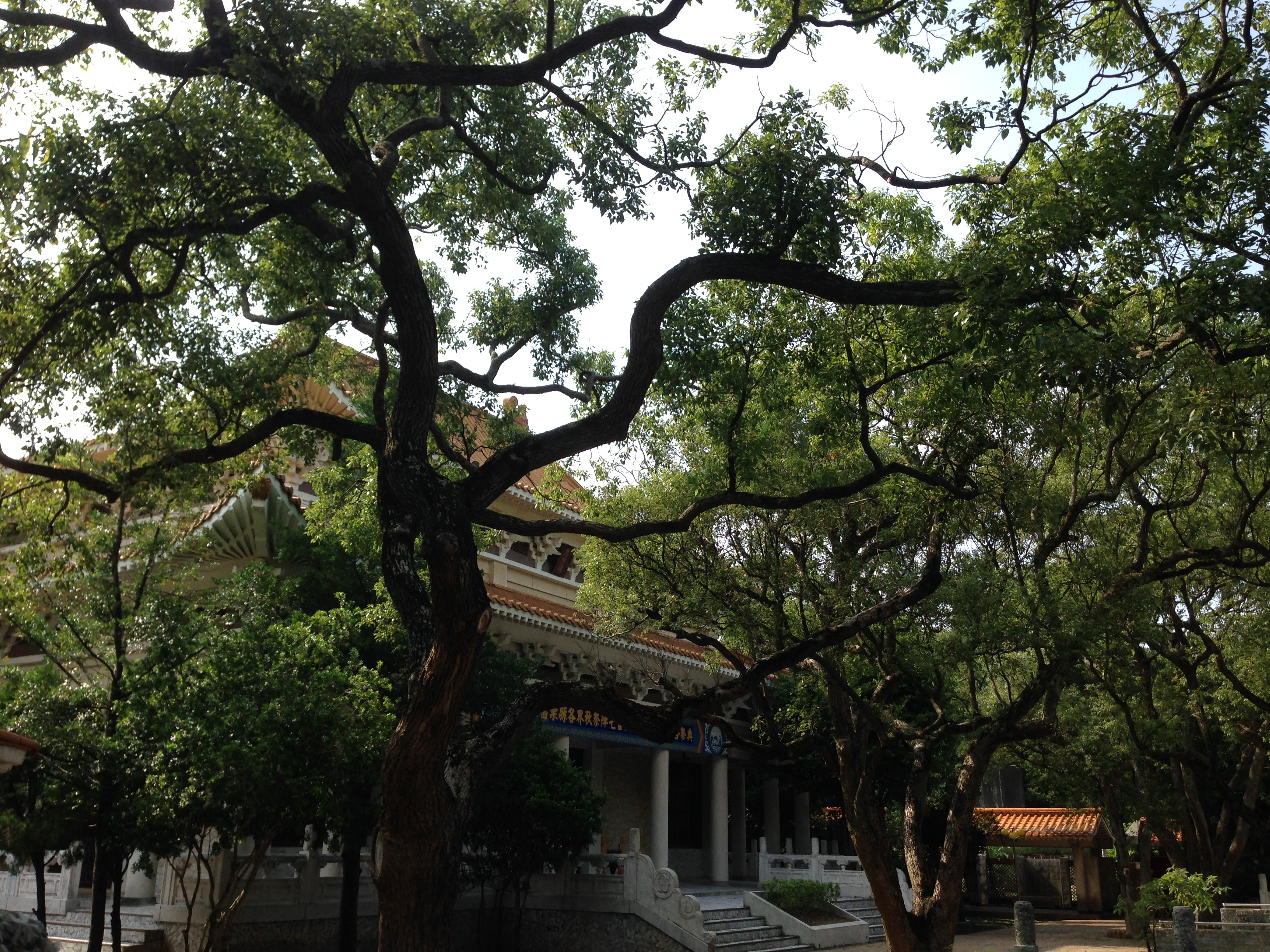
苗栗忠烈祠

## 歷史
1895年，北白川宮能久親王曾經在此處紮營，故稱將軍山。二戰之後，紀念羅福星曾旅居於苗栗街的田寮大字（今苗栗市福星里），而改名為「福星山」。1997年改為原有的名稱「貓貍山」。2009年6月24日正名貓裏。

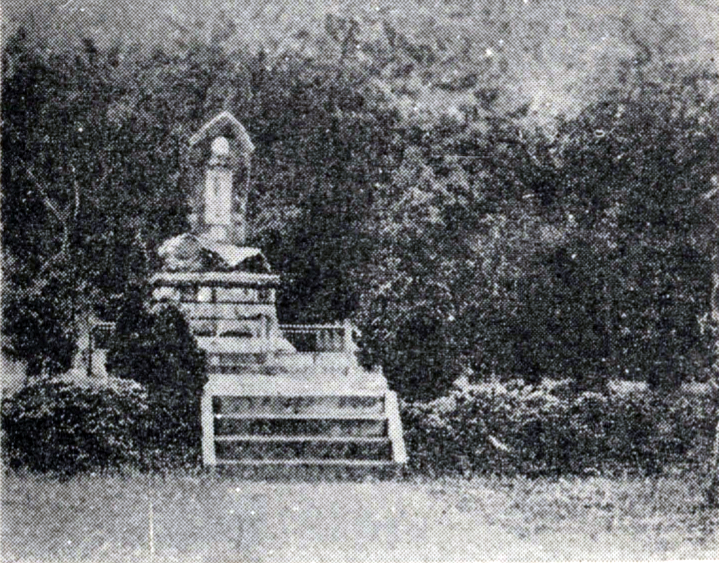
苗栗將軍山御遺跡地舊照

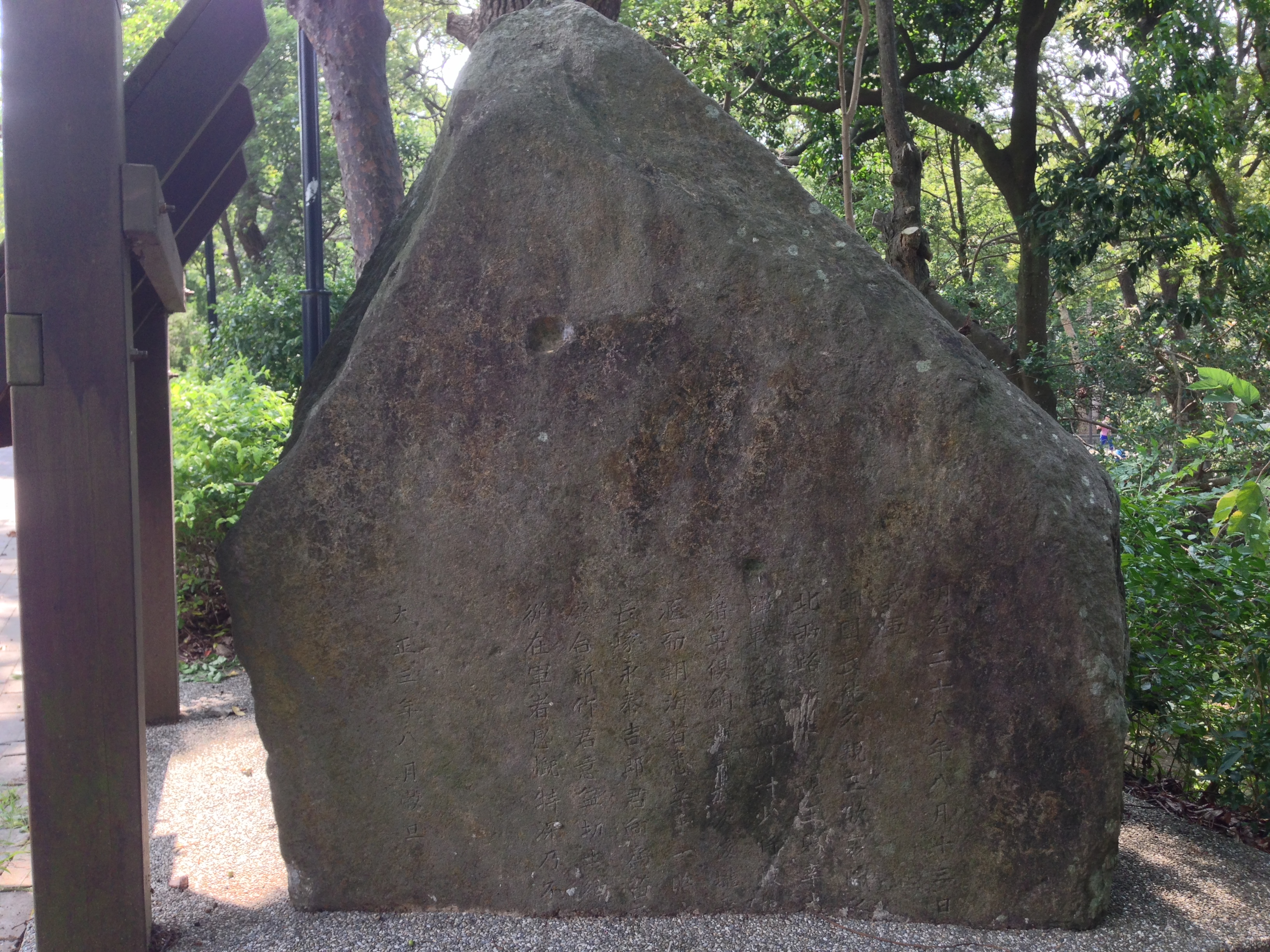
北白川宮能久親王殿下駐馬碑

## 交通
搭乘火車，可在台鐵苗栗車站搭乘苗栗客運至苗栗總站，下車後沿大同路逆向行走，走到中山路左轉直走到底，看到省道台13線、三湖路十字路口及OK便利店。過十字路口後往三湖路方向，可看見苗28線終點路牌，這時在路口向右邊即可找到木製指標，即可到達貓裏山公園、功維敘隧道及童軍營地。